# Studio Harcourt

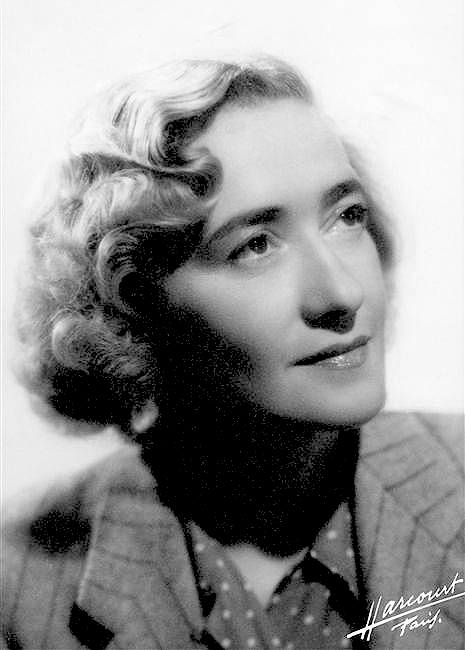
Cosette Harcourtová, 1934

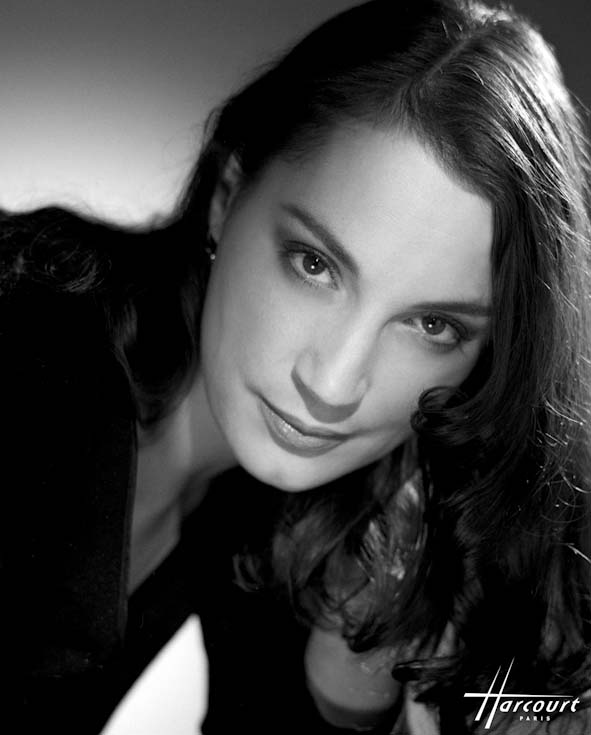
Typická fotografie studia herečky a zpěvačky Jeanne Balibar ukazuje charakteristickou a stylovou „okouzlující filmovou hvězdu 40. let“ svým typickým přístupem k portrétní fotografii

Studio Harcourt je fotografické studio založené v Paříži v roce 1934 bratry Lacroixovými. Je známé zejména svými černobílými fotografiemi filmových hvězd a celebrit, neboť v té době bylo podle francouzské vyšší střední třídy považováno za standard nechat se několikrát během života vyfotografovat u Harcourta. Studio se nachází na Rue Jean-Goujon č. 10 v Paříži.

## Historie
Fotografické studio Harcourt vzniklo spojením bratrů Jacquese a Jeana Lacroixových a Germaine Hirschefeldové (1900–1976) alias Cosetty Harcourtové  – fotografky, která pracovala v ateliéru bratrů Manuelů. Zpočátku společnost produkovala obrázky pro tisk, v době kdy prestižní fotografické ateliéry, jako byl například ten Nadarův, byly uzavřeny pro nedostatek klientů.
Změna směru přišla, když se Cosette Harcourtová začala specializovat na černobílé glamour fotografie postav z francouzského filmu a kultury, používala vždy formát zvětšeniny 24 × 30 cm, na které byl okamžitě rozpoznatelný rukopis studia, osobitý styl a osvětlení. Tento typický „Harcourt styl“ spočívá ve fotografii pořízené v těsné vzdálenosti od postavy, v jeho nejlepším světle, které obecně vytváří gloriola světla a tmy na šedočerném pozadí. Držení těla a vzezření je osobní, často s lehkým úsměvem, „jak se kdo cítí“ a trochu hraný. Na každé fotografii je umístěno také logo ateliéru Harcourt.
Tento Harcourt styl se inspiroval dílem francouzského kameramana Henriho Alekana. Přibližně v době druhé světové války se židovka Cosette Harcourtová provdala za jednoho z Lacroixových bratrů. Společně vytvořili časopis s názvem Stars, který měl sloužit jako odbytiště pro studiové fotografie. Během okupace studio navštěvovali němečtí důstojníci a mnoho vichystů, a po osvobození Francie pak Američané. Po válce Studio Harcourt získalo hybnou sílu portrétováním filmových hvězd a pokračovalo v úspěšné tradici, kterou mělo na začátku.
V roce 2000, pod vedením ministra kultury Jacka Langa, koupil francouzský stát fotografie Studia Harcourt z období 1934–1991. Zakázka obsahovala asi 5 miliónů negativů 550 000 osob a 1 500 celebrit. Pořízení fotografie u Harcourta v roce 2010 údajně stojí asi 1900 € a je cenově srovnáváno s koupí dobrých hodinek.

## Galerie

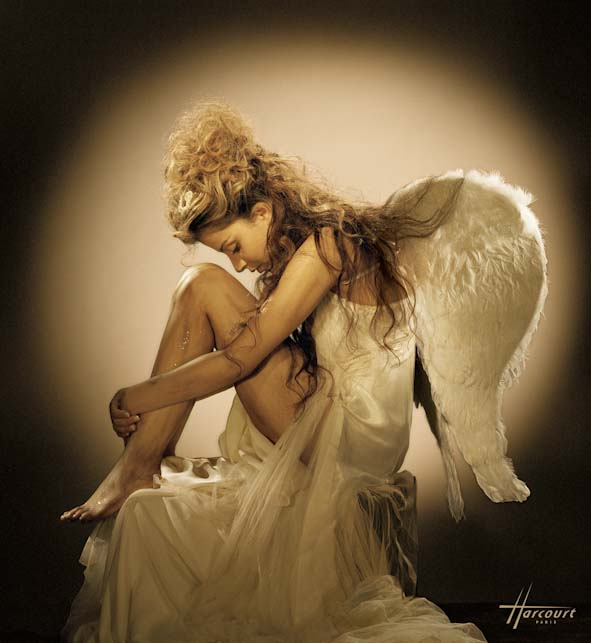
Najoua Belyzel, 2006
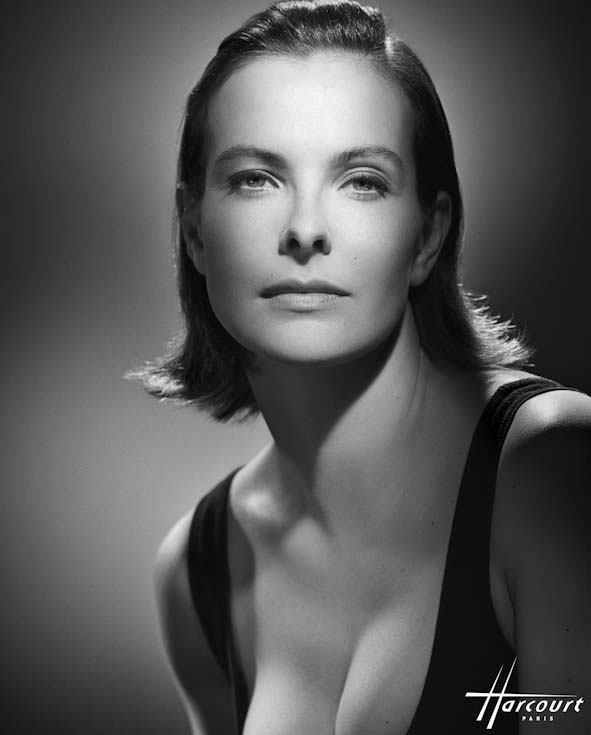
Carole Bouquet, 1995
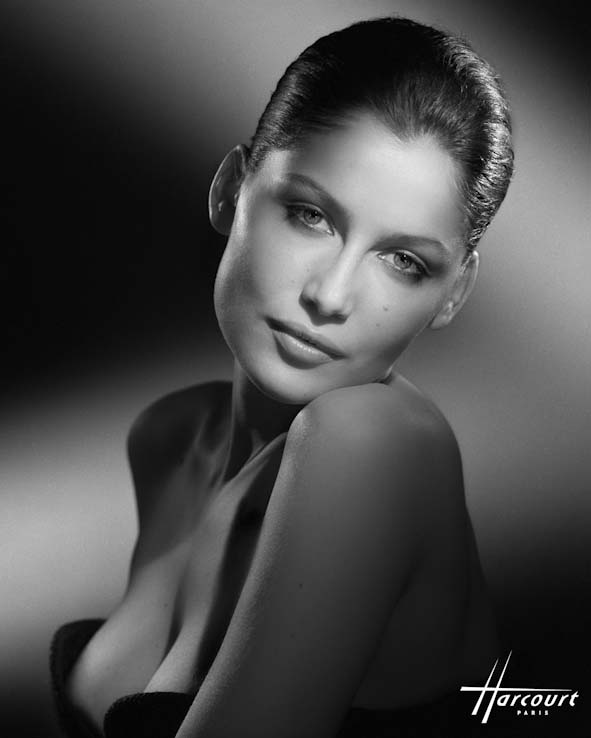
Laetitia Casta, 2005
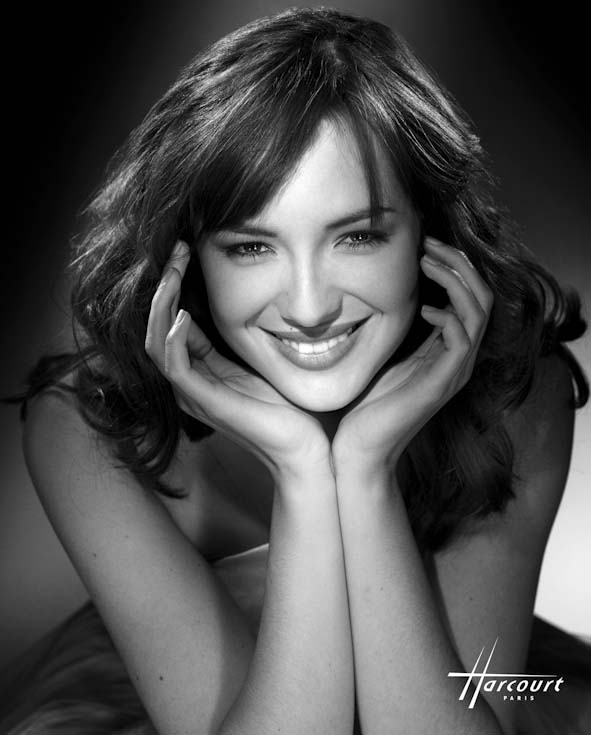
Louise Bourgoin, 2009
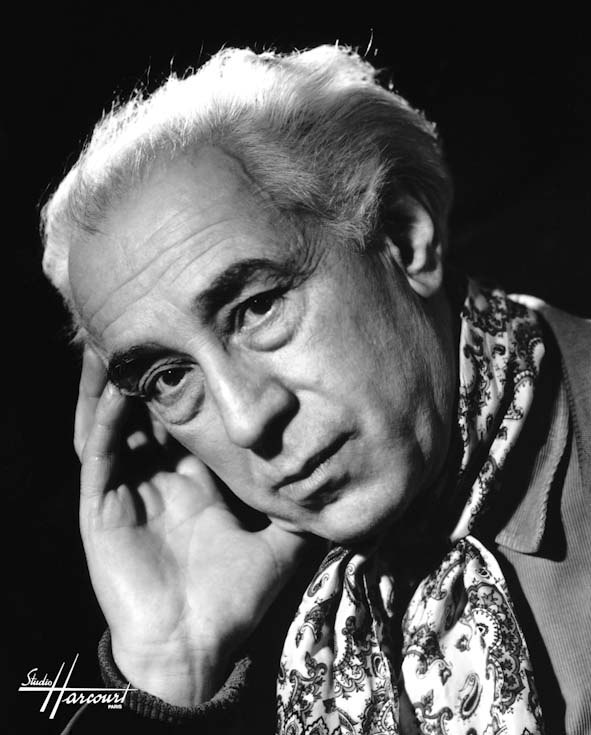
Abel Gance
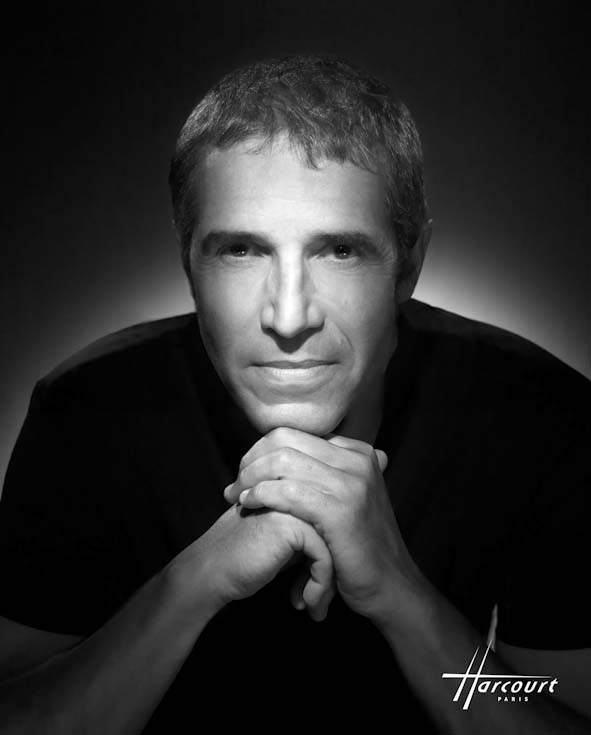
Julien Clerc
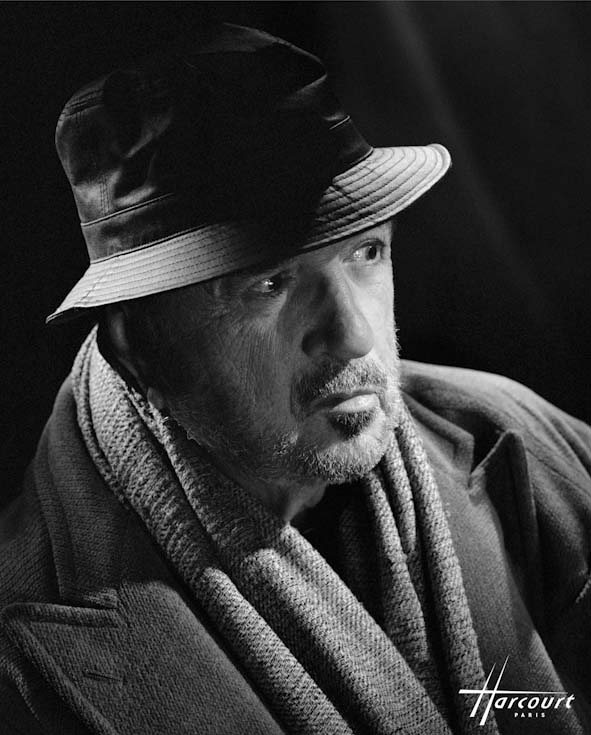
Jean-Claude Carrière
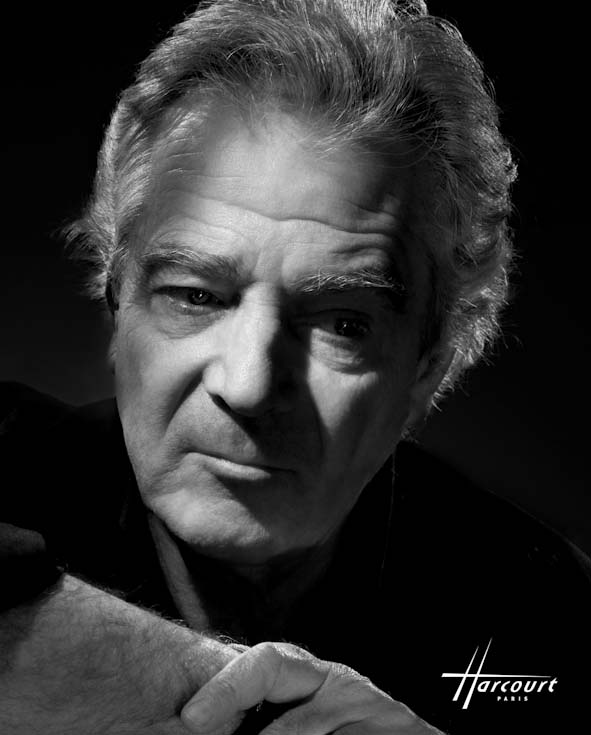
Pierre Arditi
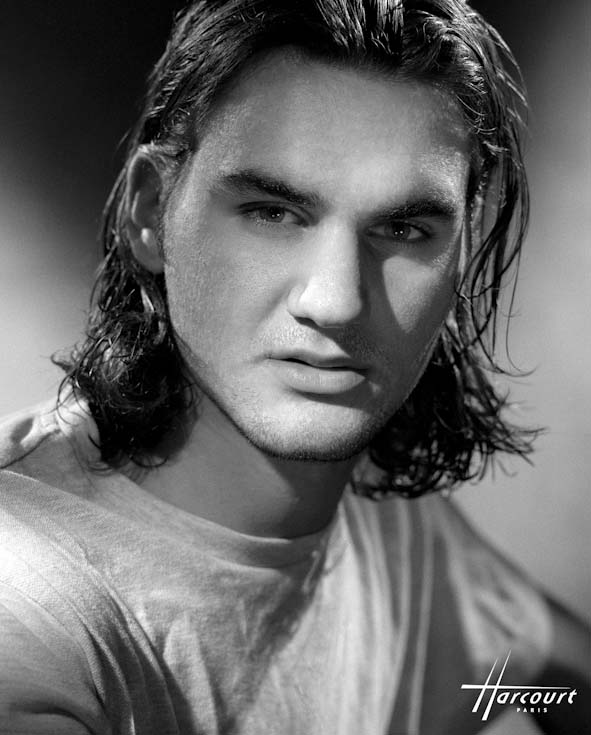
Roger Federer
Marion Cotillard
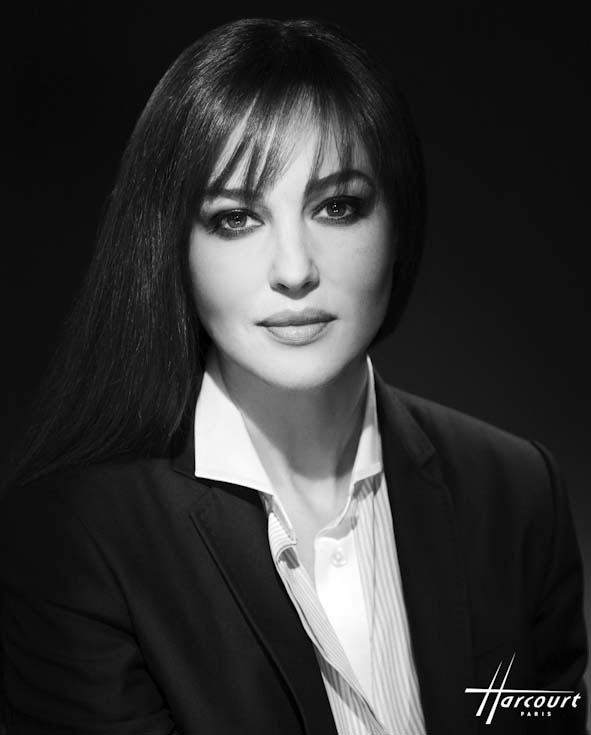
Monica Bellucciová
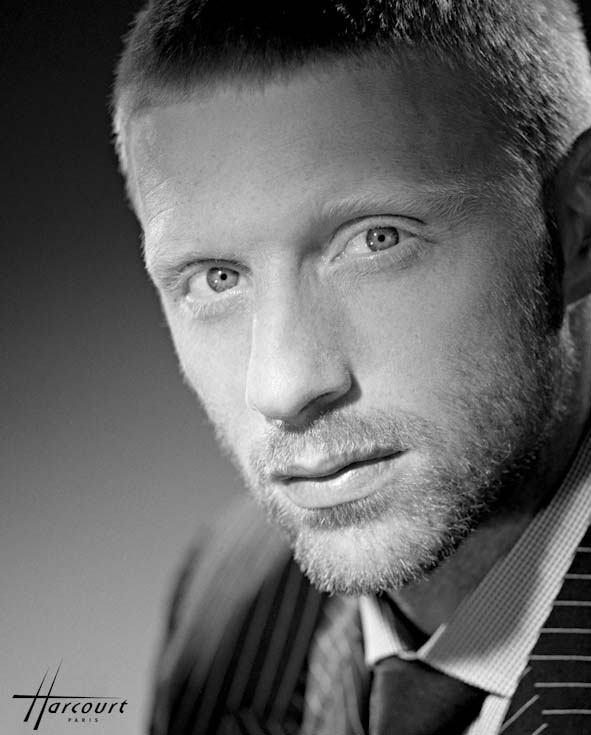
Boris Becker